# Гергард Міхальскі
Гергард Міхальскі (нім. Gerhard Michalski; 25 червня 1917, Гербштедт — 22 лютого 1946, Кальтенкірхен) — німецький льотчик-ас винищувальної авіації, оберстлейтенант люфтваффе (8 травня 1945). Кавалер Лицарського хреста Залізного хреста з дубовим листям.

## Біографія
Після закінчення авіаційного училища в 1940 році зарахований в 6-у ескадрилью 53-ї винищувальної ескадри. Свою першу перемогу здобув 31 березня 1940, збивши французький винищувач в районі франко-німецького кордону. Під час битви за Британію здобув 8 перемог. З 1 жовтня 1940 року — ад'ютант 2-ї групи своєї ескадри. Учасник Німецько-радянської війни, до кінця серпня 1941 року здобув 13 перемог (загальний рахунок — 22). З 1 жовтня 1941 року — командир 4-ї ескадрильї 53-ї винищувальної ескадри, дислокованої в Нідерландах. Наприкінці листопада 1941 року його група переведена на Сицилію. З 1 червня 1942 року командував 2-ю групою 53-ї винищувальної ескадри, того ж дня збив свій 30-й літак. З жовтня 1942 по травень 1943 року воював у Тунісі, де здобув 8 перемог і підвищив свій загальний рахунок до 50. 18 червня 1943 року його літак (Bf.109G-6) був збитий у районі Доннафукати. Міхальскі був поранений і повернувся в свою ескадру в серпні 1943 року. З 20 квітня по 20 травня 1944 року командував винищувальною ескадрою особливого призначення, дислокованою в Касселі. 7 серпня 1944 року призначений командиром 4-ї винищувальної ескадри і очолював її до кінця війни. У ході боїв був 6 разів збитий. Отримав тяжкі поранення в автокатастрофі; помер у шпиталі.
Всього за час бойових дій здійснив 652 бойові вильоти і збив 73 літаки, в тому числі 59 на Західному фронті (з них 13 чотиримоторних бомбардувальників В-17 і В-24).

## Нагороди
- Нагрудний знак пілота
- Медаль «За вислугу років у Вермахті» 4-го класу (4 роки)
- Медаль «У пам'ять 1 жовтня 1938»
- Залізний хрест
  - 2-го класу (28 вересня 1939)
  - 1-го класу (3 вересня 1940)
- Нагрудний знак «За поранення» в чорному
- Почесний Кубок Люфтваффе
- Лицарський хрест Залізного хреста з дубовим листям
  - лицарський хрест (4 вересня 1942) — за 41 перемогу.
  - дубове листя (№667; 25 листопада 1944) — за 72 перемоги.
- Авіаційна планка винищувача в золоті з підвіскою